# Casaforte Bozel
Das Casaforte Bozel ist ein mittelalterliches Festes Haus östlich des Ortsteils Villair der Gemeinde Morgex im Aostatal. In derselben Gemeinde gibt es auch das Castello Pascal de la Ruine aus derselben Zeit und den bekannteren Tour de l’Archet. Das Casaforte Bozel ist in Privatbesitz und nicht öffentlich zugänglich.

## Geschichte
Laut Carlo Nigra unterstützen einige architektonische Element, wie die Form der Konsolen des Architravs über der Tür im ersten Obergeschoss, die These, dass das Feste Haus aus dem 13. Jahrhundert stammt. Im Gegensatz dazu steht der Rest der Architektur, deren Anblick zu einer weiteren Rückdatierung führen könnte.
Das Gebäude erhielt seinen Namen von der Familie De Bosellis, die aus dem Tarentaise stammte und später „Bozel“ oder „Bozet“ genannt wurde. Die Familie hatte dort ihr Festes Haus von 16. bis zum 17. Jahrhundert und starb dann aus.

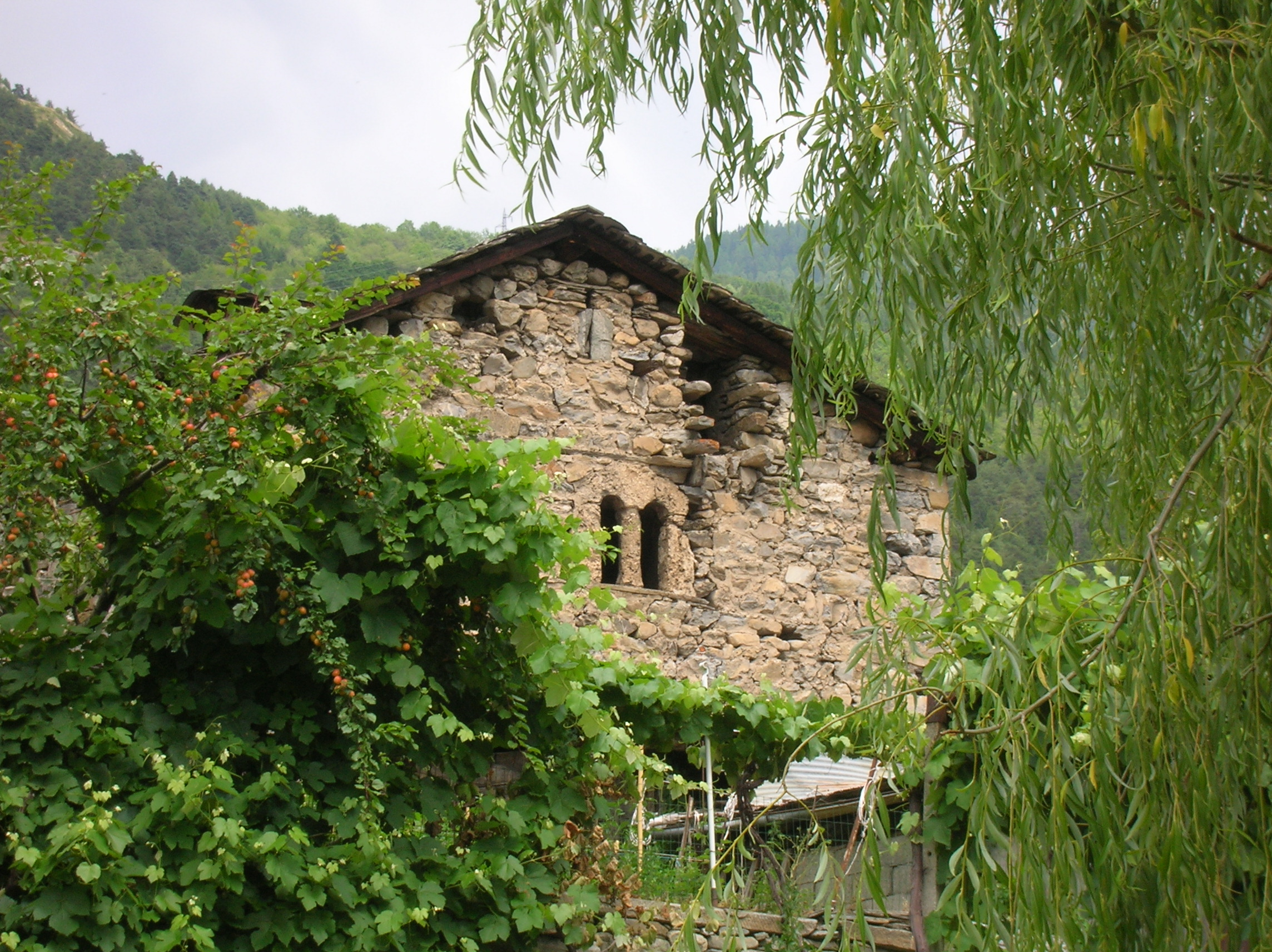
Doppelfenster

Das Valdigne, der obere Bereich des Aostatals, gehörte im Mittelalter zum Gerichtsbezirk des Hauses Savoyen, wurde aber vor Ort von zahlreichen Lehensleuten verwaltet, von denen, über das gesamte Territorium verteilt, die Festen Häuser erhalten sind. Der Geschichtswissenschaftler Jean-Baptiste de Tillier rechnet in seinem Buch Historique de la Vallée d’Aoste das Casaforte Bozel zu den bedeutenderen Festen Häusern des Mendement Royal de Valdigne in der Zeit der Feudalherrschaft.
Das Casaforte Bozel gehört zu den mittelalterlichen Bauwerken, die der Architekt Fancesco Corni für eine seiner originalgetreuen Nachbauten ausgewählt hat.

## Beschreibung

Grundriss des Casaforte Bozel von Carlo Nigra (1856–1942)

Das Feste Haus hat seinen Eingang auf der Südseite und besitzt zwei Stockwerke; zu diesen und zum Erdgeschoss kommen noch ein Dachgeschoss und ein vermutlicher Keller dazu.
Zu seinen gut sichtbaren Details gehören bemerkenswerte, steinerne Doppelfenster auf der Süd-, Nord- und Ostseite; insbesondere das Doppelfenster auf der Nordseite bietet den Anblick eines Fensters mit zwei Seitensitzen, wie es für das Mittelalter typisch ist. An der Westwand gibt es auch zwei vertikal versetzte Aborterker, einen pro Stockwerk. An der Südwestecke gibt es Spuren eines Straßenablaufs.
Eine steinerne Inschrift in der Mauer zeigt das Datum 1751.
Das Feste Haus hatte einst einen Mauerring, von dem nur noch das Eingangstor erhalten blieb.
Heute verfällt das Casaforte Bozel, weil sich Baracken an das alte Gebäude anlehnen.

## Innenräume
Carlo Nigra berichtet aus den Memorie manoscritte (dt.: Handschriftlichen Erinnerungen) von Alfredo d’Andrade über den guten Zustand des Gebäudes, in dem „die Dachböden, die alten Kamine und die alten Schränke im ihren Türen“ an der Nordwand erhalten sind, „eine der hölzernen Konsolen“, die die Treppe vom Balkon zur Eingangstüre tragen. Insbesondere hatte der am besten erhaltene Kamin einen hölzernen Rahmen, der mit eisernen Scharnieren verstärkt war.
Es keine jüngeren Beschreibungen der Innenräume.